# 九保阿昌族乡
九保阿昌族乡，是中华人民共和国云南省德宏傣族景颇族自治州梁河县下辖的一个民族乡，当地以汉族、阿昌族、傣族、德昂族、傈僳族为主。

## 历史沿革

1968年的梁河县城卫星图，左下为县城遮岛，右上为九保

九保旧称蛮干，元属南甸路军民总管府，因地处要冲，长期是地方酋长的驻地，明朝设立南甸宣抚司后一度作为司衙所在地。元末明初，蛮干地为麓川所并，1413年“析麓川地”后，分出南甸州，蛮干属之，1444年升南甸宣抚司。清时，随南甸宣抚司隶属腾越州（后升腾越厅），因是交通要道，腾越镇左营、腾越州判驻于此，嘉庆年间建城垣，故称南甸营、南甸城:81-82。1913年，李根源将蛮干汉族区（包括南甸城在内）划入腾冲县城关镇，将其作为腾冲县城的一条街，取名为“九保”（因腾冲县有一至八保街）:117。1950年时，为腾冲县第三区（荷花区）第十村（九保村）；1952年区划调整，改为第三区九保乡；1955年再改为九保镇（乡级）:51-54。1956年11月15日，划归梁河县，属河西区九保镇，九保为区政府驻地。1958年10月22日，梁河全县并入腾冲，1959年属遮岛公社九保大队，九保为公社驻地。1961年，恢复梁河县制，属遮岛区，县境设九保、丙盖、安乐三个乡，区政府驻地九保。文化大革命期间当地行政调整，1969年，改名红旗公社。1971年，恢复九保大队。1984年，设九保区，辖九保镇、勐宋、安乐乡及丙盖、勐科、横路3个阿昌族乡。1988年2月，改名为九保阿昌族乡。
九保原有六座城门，出身于九保的国民党元老李根源曾委托民国政要为九保城门题字，“北平门”由黎元洪题写，“右安门”为岑春煊题写，“左宁门”为于右任题写，“西康门”为章太炎题写，“太平门”由章士钊题写。由于战事及修路，六道城门今已被毁，当地政府在右安门、北平门、左宁门原址重新竖立起新门。

## 地理农业
九保阿昌族乡属亚热带雨林气候，年降水量1390毫米，年平均气温18.3℃，无霜期288天，干湿季节较明显。当地种植水稻、甘蔗、莲藕、油菜等农作物，特产有甘蔗、茶叶、姬松茸、莲藕、草果、蔬菜、核桃、鲶鱼等。当地古茶树资源主要分布于九保安乐行政村的从干村，有少数野生种古茶树。

## 行政区划
九保阿昌族乡下辖以下村级行政区划单位：
九保村、横路村、勐科村、安乐村、丙盖村和勐宋村。

## 民族
九保阿昌族乡是中国三个阿昌族民族乡之一（另外两个是户撒阿昌族乡、曩宋阿昌族乡），是梁河县城的近郊乡。全乡面积156平方公里。当地少数民族以阿昌族、傣族、德昂族、傈僳族等为主，阿昌族人口占全乡总人口的27.6%（2012年）。当地保持着阿昌族语言、服饰和文化和过传统阿露窝罗节的习惯。

## 中国传统村落
2013年8月，九保村被评为第二批中国传统村落。

## 著名人物
- 李根源：国民党元老，乡内留有云南省文物保护单位李根源故居